# 정읍 이씨
정읍 이씨(井邑李氏)는 전북특별자치도 정읍시을 본관으로 하는 한국의 성씨이다. 시조 이훤은 고려에서 춘방시학사(春坊侍學士)를 지내다 고려가 멸망하고 조선이 개국하자 고려에 대한 충절을 지키기 위해 초산으로 낙향해 남은 여생을 보냈다.

## 참고 자료
- “초산이씨(楚山李氏)”. 뿌리를 찾아서.[깨진 링크(과거 내용 찾기)]